# 雙斑犬齒河脂鯉
雙斑犬齒河脂鯉（学名：Cynopotamus bipunctatus）為輻鰭魚綱脂鯉目脂鯉亞目脂鯉科的一種熱帶淡水魚，其种加词“bipunctatus”意为“双斑的”。分布於南美洲奧里諾科河流域，體長可達17.5公分，棲息在底中層水域，生活習性不明。